# Kiyohimea
Kiyohimea is een geslacht van ribkwallen uit de klasse van de Tentaculata.

## Soorten
- Kiyohimea aurita Komai & Tokioka, 1940
- Kiyohimea usagi Matsumoto & Robison, 1992